# Церква Введення в храм Пресвятої Богородиці (Новосілка)
Церква Введення в храм Пресвятої Богородиці в Новосілці — парафія і храм греко-католицької громади Підгаєцького деканату Бучацької єпархії Української греко-католицької церкви в селі Новосілка Тернопільського району Тернопільської области.
Оголошена пам'яткою архітектури місцевого значення.

## Історія церкви
Церква Введення в храм Пресвятої Богородиці збудована у 1903 році на місці старої згорілої церкви. Іконостас для неї виготовив п. Романишин із Саранчуків, а ікони написав львівський художник Антін Манастирський.
До 1946 року парафія і храм належали до УГКЦ. У 1962–1988 роках церкву закривала державна влада. У 1989 році її відкрили в підпорядкуванні РПЦ, того ж року відремонтували та перекрили дах. У 1990 році завдяки о. Миколі Сухарському, який служить на парафії донині, храм і парафія повернулися в лоно УГКЦ.
У 2007 році церкву розписали львівські художники, а у 2008 році її освятив Апостольський Адміністратор Бучацької єпархії о. Димитрій Григорак. Біля церкви насипано символічну могилу Борцям за волю України.

## Парохи
- о. Михайло Винницький,
- о. Володимир Масян (1911—1918),
- о. Михаїл Кузьма (1942—1946),
- о. Богдан Остапович (1946—1961),
- о. Микола Сухарський (з 1990).